# Jared Dudley
Jared Dudley (San Diego, 10 de julho de 1985) é um ex-jogador norte-americano de basquete profissional e que é atualmente assistente técnico do Dallas Mavericks da National Basketball Association (NBA).
Ele jogou basquete universitário por Boston College e foi selecionado pelo Charlotte Bobcats como a 22ª escolha geral no draft da NBA de 2007. Além dos Bobcats, ele também jogou no Phoenix Suns, Los Angeles Clippers, Milwaukee Bucks, Washington Wizards, Brooklyn Nets e Los Angeles Lakers, com quem  ganhou um título da NBA em 2020. 
Ele se aposentou em agosto de 2021 e se juntou à equipe técnica dos Mavericks.

## Carreira universitária
Durante seus anos de faculdade, Dudley frequentou a Boston College. Durante a temporada de 2004-05, ele ganhou o apelido de "Junkyard Dog" por sua dureza.
Em 29 de novembro de 2006, ele marcou 30 pontos contra Michigan State em rede nacional. Seu recorde de carreira em pontos é 36, que ele marcou contra Villanova em uma vitória em 19 de janeiro de 2005 durante sua segunda temporada. Ele teve médias de 19 pontos e 3 assistências durante seu último ano.
Após sua última temporada, Dudley foi eleito o Jogador do Ano da ACC em 2007 e foi eleito para a Segunda-Equipe All-American.

## Carreira profissional

### Charlotte Bobcats (2007–2008)
Em 28 de junho de 2007, Dudley foi selecionado pelo Charlotte Bobcats como a 22º escolha geral no draft da NBA de 2007.
Logo após o draft, Dudley entrou na rotação regular e fez seu primeiro jogo como titular em 24 de novembro de 2007 contra o Boston Celtics, registrando 11 pontos e nove rebotes. Ele passou a se estabelecer como um jogador-chave na rotação dos Bobcats, sendo titular com frequência. Ele terminou a temporada de 2007-08 com média de 5,8 pontos.
Dudley jogou 20 jogos pelos Bobcats em 2008 antes de ser negociado com o Phoenix Suns. Nesses 20 jogos, ele teve média de 5,4 pontos.

### Phoenix Suns (2008–2013)

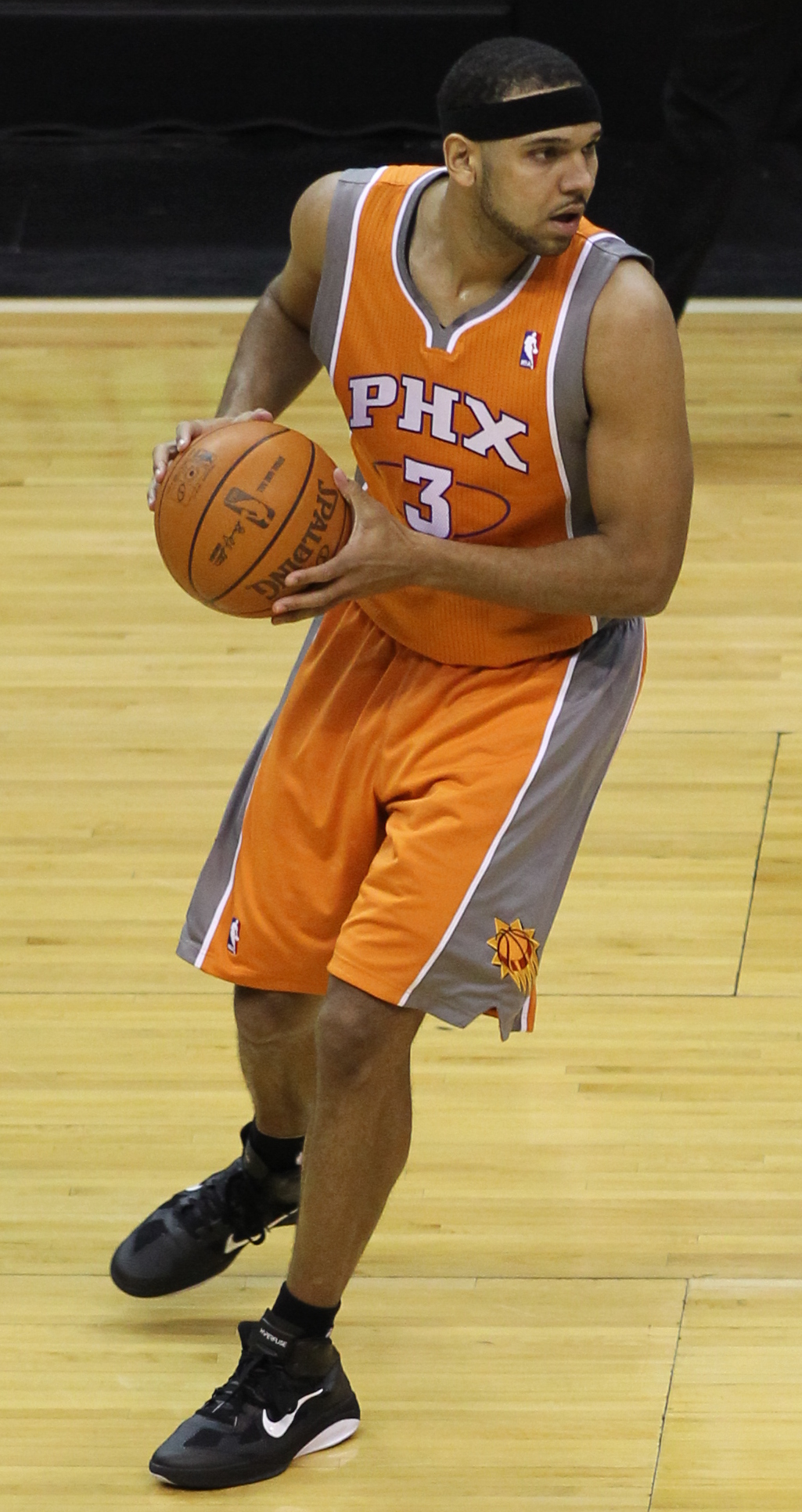
Dudley com os Suns em 2011

Em 18 de dezembro de 2008, Dudley foi negociado, junto com Jason Richardson e uma escolha de segunda rodada de 2010, com o Phoenix Suns em troca de Raja Bell, Boris Diaw e Sean Singletary.
Ele ganhou atenção da mídia por postar vídeos simulando entrevistas com seus companheiros de equipe dos Suns no Twitter sob o nome de JMZ ou JSPN (paródias de TMZ e ESPN, respectivamente). Naquela temporada, Dudley jogou em 48 jogos pelos Suns e teve médias de 5,5 pontos e 3,0 rebotes.
Na temporada de 2009-10, Dudley foi um jogador-chave nos playoffs. Ele jogou em todos os 16 jogos dos playoffs dos Suns naquela temporada e acertou 42,4% dos arremessos de três pontos. Mas os Suns acabaram perdendo para o Los Angeles Lakers nas finais da Conferência Oeste por 4-2.
Embora os Suns não tenham conseguido chegar aos playoffs na temporada de 2010-11, Dudley teve média de 10,6 pontos. Ele mais uma vez jogou em todos os 82 jogos e foi titular em 15 deles.
Na encurtada temporada de 2011-12, Dudley teve médias de 12,7 pontos, 4,6 rebotes e 1,7 assistências, sendo titular da equipe em 60 dos 65 jogos que disputou. No entanto, os Suns não foram para os playoffs mais uma vez. Após a temporada, a NBA TV anunciou que Dudley foi o primeiro vencedor do "BIG Award", superando James Harden e Kevin Love devido ao uso de sites de mídia social como o Twitter.
Devido à saída de Steve Nash e Grant Hill, Dudley e Jermaine O'Neal foram nomeados capitães dos Suns para a temporada de 2012-13. Em 27 de dezembro de 2012, Dudley registrou 36 pontos contra o New York Knicks.

### Los Angeles Clippers (2013–2014)
Em 10 de julho de 2013, Dudley foi negociado com o Los Angeles Clippers em um acordo de três equipes que também incluiu o Milwaukee Bucks. Dudley foi o ala titular dos Clippers até 20 de janeiro de 2014, quando foi substituído por Matt Barnes.

### Milwaukee Bucks (2014–2015)
Em 26 de agosto de 2014, Dudley foi negociado, juntamente com uma escolha de primeira rodada de 2017, para o Milwaukee Bucks em troca de Carlos Delfino, Miroslav Raduljica e uma escolha de segunda rodada de 2015.
Ele jogaria como armador da equipe naquela temporada devido ao tamanho de Milwaukee na quadra de ataque. Em 26 de dezembro de 2014, Dudley se tornou o primeiro jogador a acertar todos os arremessos em um jogo inteiro com pelo menos 10 arremessos gerais e 3 arremessos de três pontos. Ele terminou esse jogo com 24 pontos, 4 rebotes, 4 roubadas de bola e 2 assistências em uma vitória por 107-77 sobre o Atlanta Hawks.

### Washington Wizards (2015–2016)
Em 9 de julho de 2015, Dudley foi negociado com o Washington Wizards em troca de uma futura escolha de segunda rodada. Em 21 de julho, ele foi descartado por três a quatro meses após passar por uma cirurgia para reparar uma hérnia de disco.

### Retorno a Phoenix (2016–2018)
Em 8 de julho de 2016, Dudley assinou um contrato de 3 anos e US$30 milhões com o Phoenix Suns, retornando à franquia para uma segunda passagem.
Embora não seja sua posição principal, Dudley foi promovido ao time titular dos Suns como ala-pivô no começo da temporada de 2016-17. Ele foi transferido para o banco após sete jogos e, em 9 de novembro, marcou 19 pontos na vitória por 107-100 sobre o Detroit Pistons. Em 24 de março de 2017, ele registrou 10 assistências em uma derrota por 130-120 para o Boston Celtics. Em 5 de abril, ele marcou 19 pontos em uma derrota por 120-111 para o Golden State Warriors.
Em 23 de junho de 2017, Dudley passou por um procedimento no ligamento e osso do dedo do pé esquerdo, deixando-o de fora por três a quatro meses.

### Brooklyn Nets (2018–2019)
Em 20 de julho de 2018, Dudley e uma escolha de segunda rodada de 2021 foram negociados com o Brooklyn Nets em troca de Darrell Arthur.
Ele perdeu 16 jogos em janeiro e fevereiro da temporada de 2018-19 com uma lesão no tendão esquerdo. Durante a primeira rodada dos playoffs, ele entrou em uma rivalidade com o jogador do Philadelphia 76ers, Ben Simmons. Ele também entrou em uma briga com outros jogadores dos 76ers. Dudley foi multado em US $ 25.000 pelo incidente.

### Los Angeles Lakers (2019–2021)
Em 7 de julho de 2019, Dudley assinou um contrato de um ano e US$ 2,6 milhões com o Los Angeles Lakers.
Em 11 de dezembro, ele foi expulso de um jogo contra o Orlando Magic após uma briga na quadra envolvendo jogadores de ambas as equipes. Mais tarde, o seu companheiro de equipe, LeBron James, elogiou as ações de Dudley, afirmando: "Eu vi muito mais do que isso. Mas 'Dudz' fará o que for. Ele disse a vocês que seu trabalho é vir aqui se alguém enlouquecer, fazer algo louco para mim ou AD ou quem quer que seja da equipe, ele vai ser o músculo."
Dudley ganhou seu único título da NBA como jogador quando os Lakers derrotaram o Miami Heat em seis jogos nas finais da NBA de 2020.
Em 30 de novembro de 2020, Dudley assinou um outro contrato de um ano e US$ 2,6 milhões com os Lakers. Em 14 de março, os Lakers anunciaram que Dudley havia sofrido uma lesão no ligamento cruzado anterior do joelho direito. No entanto, ele optou por não se submeter a uma cirurgia e, em vez disso, passou por um período de reabilitação. Ele voltou de lesão em 16 de maio de 2021, depois de perder 33 jogos, jogando quatro minutos na vitória por 110-98 sobre o New Orleans Pelicans.

## Carreira como treinador

### Dallas Mavericks (2021–Presente)
Em 24 de agosto de 2021, Dudley anunciou sua aposentadoria da NBA após 14 temporadas e se juntou à equipe técnica de Jason Kidd no Dallas Mavericks como assistente técnico.

## Estatísticas da carreira

### NBA

#### Temporada regular
| Ano      | Equipe        | PJ  | PT  | MPJ  | AP   | 3P   | LL    | RT  | AS  | BR  | TO | PPJ  |
| -------- | ------------- | --- | --- | ---- | ---- | ---- | ----- | --- | --- | --- | -- | ---- |
| 2007–08  | Charlotte     | 73  | 14  | 19.0 | .468 | .220 | .737  | 3.9 | 1.1 | .8  | .1 | 5.8  |
| 2008–09  | Charlotte     | 20  | 7   | 21.4 | .469 | .375 | .625  | 3.0 | 1.0 | .9  | .1 | 5.4  |
| 2008–09  | Phoenix       | 48  | 0   | 15.2 | .481 | .394 | .691  | 3.0 | .8  | .8  | .1 | 5.5  |
| 2009–10  | Phoenix       | 82  | 1   | 24.3 | .459 | .458 | .754  | 3.4 | 1.4 | 1.0 | .2 | 8.2  |
| 2010–11  | Phoenix       | 82* | 15  | 26.1 | .477 | .415 | .743  | 3.9 | 1.3 | 1.1 | .2 | 10.6 |
| 2011–12  | Phoenix       | 65  | 60  | 31.1 | .485 | .383 | .726  | 4.6 | 1.7 | .8  | .3 | 12.7 |
| 2012–13  | Phoenix       | 79  | 50  | 27.5 | .468 | .391 | .796  | 3.1 | 2.6 | .9  | .1 | 10.9 |
| 2013–14  | L.A. Clippers | 74  | 43  | 23.4 | .438 | .360 | .655  | 2.2 | 1.4 | .6  | .1 | 6.9  |
| 2014–15  | Milwaukee     | 72  | 22  | 23.8 | .468 | .385 | .716  | 3.1 | 1.8 | 1.0 | .2 | 7.2  |
| 2015–16  | Washington    | 81  | 41  | 25.9 | .478 | .420 | .735  | 3.5 | 2.1 | .9  | .2 | 7.9  |
| 2016–17  | Phoenix       | 64  | 7   | 21.3 | .454 | .379 | .662  | 3.5 | 1.9 | .7  | .3 | 6.8  |
| 2017–18  | Phoenix       | 48  | 0   | 14.3 | .393 | .363 | .771  | 2.0 | 1.6 | .5  | .2 | 3.2  |
| 2018–19  | Brooklyn      | 59  | 25  | 20.7 | .423 | .351 | .696  | 2.6 | 1.4 | .6  | .3 | 4.9  |
| 2019–20† | L.A. Lakers   | 45  | 1   | 8.1  | .400 | .529 | 1.000 | 1.2 | .6  | .3  | .1 | 1.5  |
| 2020–21  | L.A. Lakers   | 12  | 0   | 6.8  | .222 | .333 | —     | 1.8 | .4  | .1  | .1 | .5   |
| Carreira | Carreira      | 904 | 286 | 20.5 | .438 | .383 | .736  | 2.9 | 1.4 | .7  | .1 | 6.5  |

#### Playoffs
| Ano      | Equipe        | PJ | PT | MPJ  | AP   | 3P   | LL    | RT  | AS  | BR  | TO | PPJ |
| -------- | ------------- | -- | -- | ---- | ---- | ---- | ----- | --- | --- | --- | -- | --- |
| 2010     | Phoenix       | 16 | 0  | 23.6 | .465 | .424 | .607  | 3.8 | 1.8 | 1.1 | .4 | 7.6 |
| 2014     | L.A. Clippers | 7  | 0  | 6.4  | .273 | .500 | .000  | .9  | .3  | .1  | .0 | 1.3 |
| 2015     | Milwaukee     | 6  | 0  | 18.3 | .467 | .571 | .571  | 1.8 | 1.3 | 2.0 | .3 | 6.7 |
| 2019     | Brooklyn      | 4  | 2  | 20.5 | .273 | .222 | 1.000 | .5  | 2.8 | .8  | .3 | 3.0 |
| 2020†    | L.A. Lakers   | 9  | 0  | 3.4  | .000 | .000 | .000  | .2  | .0  | .4  | .1 | .0  |
| 2021     | L.A. Lakers   | 2  | 0  | 2.5  | —    | —    | —     | .0  | .0  | .0  | .0 | .0  |
| Carreira | Carreira      | 44 | 2  | 12.4 | .295 | .343 | .435  | 1.2 | 1.0 | .7  | .1 | 3.1 |

### Universitário
| Ano      | Equipe         | PJ  | PT  | MPJ  | AP   | 3P   | LL   | RT  | AS  | BR  | TO | PPJ  |
| -------- | -------------- | --- | --- | ---- | ---- | ---- | ---- | --- | --- | --- | -- | ---- |
| 2003–04  | Boston College | 34  | 34  | 34.0 | .465 | .316 | .723 | 6.6 | 2.8 | 1.3 | .2 | 11.9 |
| 2004–05  | Boston College | 30  | 30  | 36.0 | .488 | .333 | .754 | 7.5 | 3.2 | 1.6 | .2 | 16.5 |
| 2005–06  | Boston College | 36  | 36  | 37.2 | .494 | .351 | .710 | 6.6 | 3.2 | 1.1 | .3 | 16.7 |
| 2006–07  | Boston College | 30  | 30  | 38.4 | .562 | .443 | .743 | 8.3 | 3.0 | 1.4 | .3 | 19.0 |
| Carreira | Carreira       | 130 | 130 | 36.4 | .502 | .360 | .732 | 7.2 | 3.0 | 1.3 | .2 | 16.0 |

Fonte:

## Vida pessoal
Dudley apareceu no filme de comédia Movie 43, como um jogador de basquete chamado Moses. Os jogadores da NBA, Corey Brewer e Larry Sanders, também apareceram no filme. 

Em 2 de fevereiro de 2021, Dudley e Carvell Wallace lançaram um e-book, principalmente autobiográfico, chamado Inside the NBA Bubble: A Championship Season under Quarantine na Amazon. Seu livro falou sobre sua experiência pessoal, sentimentos e as configurações para o título dos Lakers vencidas dentro da bolha da NBA de 2020 no complexo ESPN Wide World of Sports da Walt Disney World.